# Asterius
Asterius was een Romeinse generaal die de titel Comes Hispaniarum droeg. Hij voerde een militaire expeditie aan tegen de Vandalen en de Alanen in het noorden van Gallaecia. Tevens maakte hij een einde aan de usurpatie van Maximus.

## Middeleeuwse bronnen
Er zijn twee historische bronnen waarin over Asterius wordt verhaald, de Spaanse bisschop Hydatius in zijn uit de vijfde eeuw stammende kronieken en de zesde-eeuwse bisschop Gregorius van Tours, die zich baseert op het verloren geraakte werk van Renatus Profuturus Frigeridus.

## Aftocht van de Visigoten
In 418 werd Wallia, de Visigotische koning die in Spanje een succesvolle campagne voerde tegen de Germaanse invallers, verzocht het Iberische schiereiland te verlaten en met zijn leger terug te keren naar hun stamgebied in Gallië. Dankzij Wallias’ campagnes waren de Alanen en Vandaalse Silingen verdreven naar de kuststrook van Gallaecia ten noorden van de rivier de Miño, waar zij hun toevlucht bij de Asdingen, verwanten van de Silingen, hadden gezocht. De Asdingen versterkt met de Alanen en Silingen hadden nieuwe gebieden nodig om de grotere bevolking te voeden en vielen in 419 de Sueven aan in het Cantabrisch Gebergte.

## Opstand van de Vandalen en Alanen
In de periode 419-420 hield Asterius zich op in Tarraco om zijn familieleden bij te staan die door de kerk beschuldigd werden van Priscillianisme toen de Sueven op hun grondgebied aangevallen werden. De Suevische koning Hermerik wendde zich tot de Romeinen om hulp. In 420 maakte Asterius zich op om een einde te maken aan de vijandelijkheden in Gallaecia. Zijn campagne tegen de Vandalen en Alanen verliep voorspoedig. Terwijl Asterius oprukte naar de belaagde Sueven, werden de Vandalen in het zuiden gedwongen zich over te geven bij Bracara Augusta. Hier werden ze onderschept door een Romeins leger onder leiding van Maurocellus. Asterius zelf ontzette de Sueven toen deze op het punt stonden vernietigd te worden. Ondanks dit succes kon hij niet beletten dat de meeste verslagenen naar Baetica wisten te vluchten.

## Opperbevelhebber
In 421 werd Asterius teruggeroepen naar Ravenna om aanwezig te zijn bij de verheffing van Constantius III tot Augustus. Als dank voor zijn verdiensten werd Asterius benoemd tot patricius en kreeg het ambt van opperbevelhebber van het West-Romeinse leger.

## Val van usurpator Maximus
Volgens Kulikowski maakte Asterius ook een einde aan de opstand van usurpator Maximus en werd hij in 421 om die reden beloond met de titel van patriciër.